# Lưới thức ăn
Lưới thức ăn là một khái niệm dùng trong sinh học, được hiểu là một tập hợp các chuỗi thức ăn có chung nhiều mắt xích tồn tại trong một hệ sinh thái nào đó. Trong lưới thức sẽ bao gồm các chuỗi thức ăn, với mỗi một mắt xích tượng trưng cho một loài sinh vật.
Cấu trúc một lưới thức ăn hoàn chỉnh gồm có: sinh vật sản xuất (thực vật...), sinh vật tiêu thụ (sinh vật tiêu thụ bậc 1, bậc 2....; là động vật ăn thực vật, động vật ăn thịt...) và sinh vật phân hủy (vi sinh vật, nấm).

## Phép phân loại lưới thức ăn

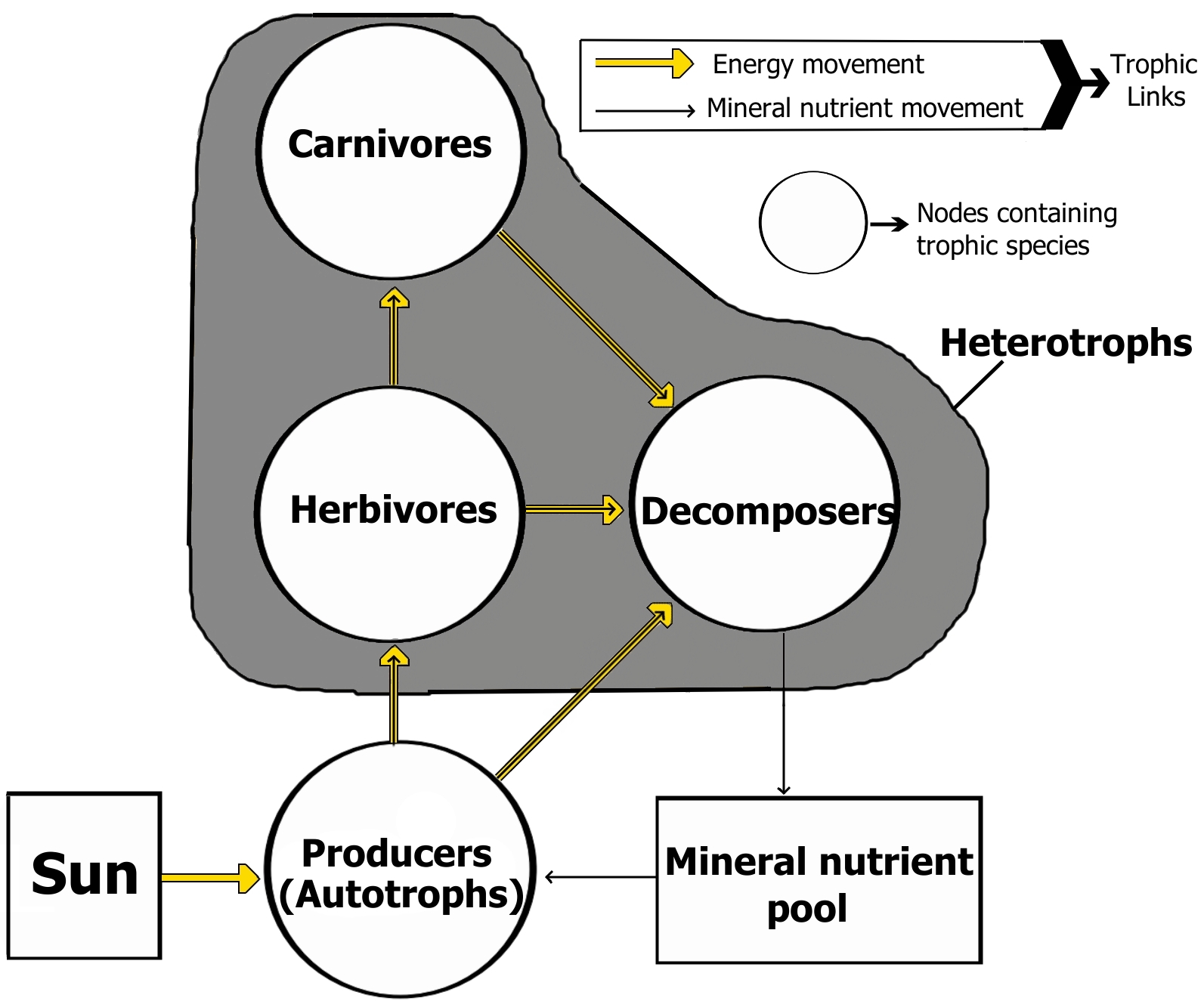
Một lưới thức ăn đơn giản được minh hoạ bằng ba chuỗi thực phẩm dinh dưỡng (thực vật – động vật ăn cỏ – động vật ăn thịt) liên kết với các sinh vật phân hủy. Sự chuyển động của chất dinh dưỡng khoáng sản là một vòng tuần hoàn, trong khi chuyển động của năng lượng là không theo chiều hướng và không có chu kỳ nhất định. Các chất dinh dưỡng được bao quanh bởi các mắt và mũi tên mô tả các liên kết.

Các chuỗi thức ăn trong mạng lưới thức ăn miêu tả kết nối giữa các mắt xích của chuỗi trong một quần xã sinh thái. Các nhà sinh thái học có thể tập hợp tất cả các dạng sống thành một trong hai lớp dinh dưỡng, các sinh vật tự dưỡng và sinh vật dị dưỡng. Sinh vật tự dưỡng tổng hợp năng lượng nhiều hơn (tổng hợp hóa học mà không sử dụng năng lượng mặt trời hoặc sử dụng năng lượng mặt trời qua quá trình quang hợp) là lượng năng lượng chúng sử dụng trong quá trình trao đổi chất. Sinh vật dị dưỡng tiêu thụ nhiều năng lượng (cho quá trình trao đổi chất) hơn là tổng hợp. Một lưới thức ăn miêu tả một tập hợp gồm các sinh vật dị dưỡng đa thực cũng như sự luân chuyển năng lượng và các chất dinh dưỡng của các sinh vật này từ các sinh vật tự dưỡng.

Các cơ sở hoặc các loài bazan trong một mạng lưới thức ăn là những loài không có mồi và có thể bao gồm các loài tự phát hoặc các loài sinh vật đáy (các sinh vật phân hủy trong đất, màng sinh học và periphyton). Các kết nối nguồn cấp dữ liệu trên web được gọi là liên kết dinh dưỡng. Số lượng các liên kết dinh dưỡng trên mỗi người tiêu dùng là một thước đo của kết nối web thực phẩm. Các chuỗi thức ăn được xếp lồng trong các liên kết dinh dưỡng của mạng lưới thức ăn. Các chuỗi thức ăn là những con đường cho ăn tuyến tính (không phải chu kỳ gomenasaiiii) theo dõi những người tiêu dùng đơn độc từ một loài cơ sở đến người tiêu dùng hàng đầu bắt đầu, thường là loài ăn thịt ăn thịt lớn hơn.

Lưới thức ăn Hệ sinh thái thủy sinh nước ngọt và vùng sinh thái

Các liên kết kết nối với các nút trong một mạng lưới thức ăn, là các tập hợp các taxon sinh học được gọi là các loài dinh dưỡng. Các loài dinh dưỡng là các nhóm chức năng có cùng kẻ thù và con mồi trong một mạng lưới thực phẩm. Các ví dụ điển hình của một nút tổng hợp trong một mạng lưới thực phẩm có thể bao gồm các ký sinh trùng, vi khuẩn, người phân hủy, saprotrophs, người tiêu dùng hoặc động vật ăn thịt, mỗi loài có nhiều loài trong một mạng lưới có thể được kết nối với các loài khác.

## Các loại lưới thức ăn
Một lưới thức ăn hoàn chỉnh bao gồm 3 thành phần chủ yếu là sinh vật sản xuất, sinh vật tiêu thụ và sinh vật phân giải

## Số lượng lưới thức ăn
Mỗi một loài sinh vật đều tham gia được vào nhiều chuỗi thức ăn khác nhau, vì thế có vô số chuỗi thức ăn, số lượng lưới thức ăn được tổng hợp từ các chuỗi thức ăn cũng có vô số, hiện tại ta không thể thống kê được có bao nhiêu chuỗi thức ăn vì sự tùy biến của chúng.